# Haines Highway
Haines Highway – droga w Ameryce Północnej, łącząca Haines w Stanach Zjednoczonych z Haines Junction w Kanadzie. Przebiega przez terytorium Alaski, Kolumbii Brytyjskiej i Jukonu. Jej długość wynosi 235 km.
Droga poprowadzona jest wzdłuż dolin rzek Chilkat, Klehini, Seltat Creek, Stonehouse, Nadahini Creek, Tatshenshini i Klukshu. Prowadzi przez przełęcze Three Guadsmen Pass (980 m n.p.m.) i Chilkat Pass (1070 m n.p.m.). Granicę amerykańsko–kanadyjską przekracza pomiędzy miejscowościami Dalton Cache i Pleasant Camp.
Droga biegnie częściowo w śladzie Dalton Trail, dawnego ważnego szlaku zaopatrzenia z czasów gorączki złota nad Klondike.